# Космос-1546
Космос-1546 је један од преко 2400 совјетских вјештачких сателита лансираних у оквиру програма Космос.
Космос-1546 је лансиран са космодрома Тјуратам, Бајконур, СССР, 29. марта 1984. Ракета-носач Протон-К је поставила сателит у орбиту око планете Земље. 